# Houston Astros
Houston Astros is een Amerikaanse honkbalclub uit Houston, Texas. De club werd opgericht in 1962.
De Astros spelen in de Major League Baseball. De club speelde in de National League van 1962 tot 2012. Ze speelden in de Western Division van de National League van 1969 tot 1993, en in de Central Division van de National League van 1994 tot 2012. Sinds 2013 komen de Astros uit in de Western Division van de American League. De Astros spelen in het Minute Maid Park. In 2005 werden voor het eerst de World Series gehaald (als vertegenwoordiger van de National League). Daarin werd met 0 - 4 verloren van de Chicago White Sox, een zogenaamde 'clean sweep'. In 2017 lukt het om de World Series voor de eerste keer te winnen, ditmaal als American League team. Er werd met 4 - 3 (best of 7) gewonnen van National League kampioen Los Angeles Dodgers. Deze zege werd naderhand besmeurd door bewezen vals spel. Er volgden straffen maar de titel bleef staan. In 2019 werd opnieuw de World Series gehaald. Ditmaal werd er met 3 - 4 verloren van de Washington Nationals. Ook in 2021 lukte het niet om de World Series te winnen. De Atlanta Braves zijn met 2 - 4 te sterk. In 2022 lukt het wel om voor de tweede maal de World Series te winnen, met 4 - 2 van de Philadelphia Phillies.

## Astros Hall Of Fame
Van 1962 t/m 1964 als Houston Colt .45s, en van 1965 t/m heden als Houston Astros.

 ★ Ook lid van de National Baseball Hall of Fame | Tussen haakjes: jaren actief bij de club. 
| Speler - Bob Aspromonte (1962 - 1968) - Jeff Bagwell ★ (1991 - 2005) - Lance Berkman (1999 - 2010) - Craig Biggio ★ (1988 - 2007) - César Cedeño (1970 - 1981) - José Cruz (1975 - 1987) - Larry Dierker (1964 - 1976) - Nellie Fox ★ (1964 - 1965) - Randy Johnson ★ (1998) - Eddie Mathews ★ (1967) - Joe Morgan ★ (1963 - 1971, 1980) | - Joe Niekro (1975 - 1985) - Roy Oswalt (2001 - 2010) - Shane Reynolds (1992 - 2002) - J.R. Richard (1971 - 1980) - Robin Roberts ★ (1965 - 1966) - Iván Rodríguez ★ (2009) - Nolan Ryan ★ (1980 - 1988) - Mike Scott (1983 - 1991) - Don Sutton ★ (1981 - 1982) - Jim Umbricht (1962 - 1963) - Billy Wagner (1995 - 2003) - Bob Watson (1966 - 1979) | - Don Wilson (1966 - 1974) - Jimmy Wynn (1963 - 1973) Manager - Larry Dierker (1997 - 2001) - Leo Durocher ★ (1972 - 1973) Overig - Larry Dierker (Broadcaster, 1979 - 1996) - Gene Elston (Broadcaster, 1962 - 1986) - Milo Hamilton (Broadcaster, 1985 - 2012) - Roy Hofheinz (Owner, 1962 - 1975) |

## Contact

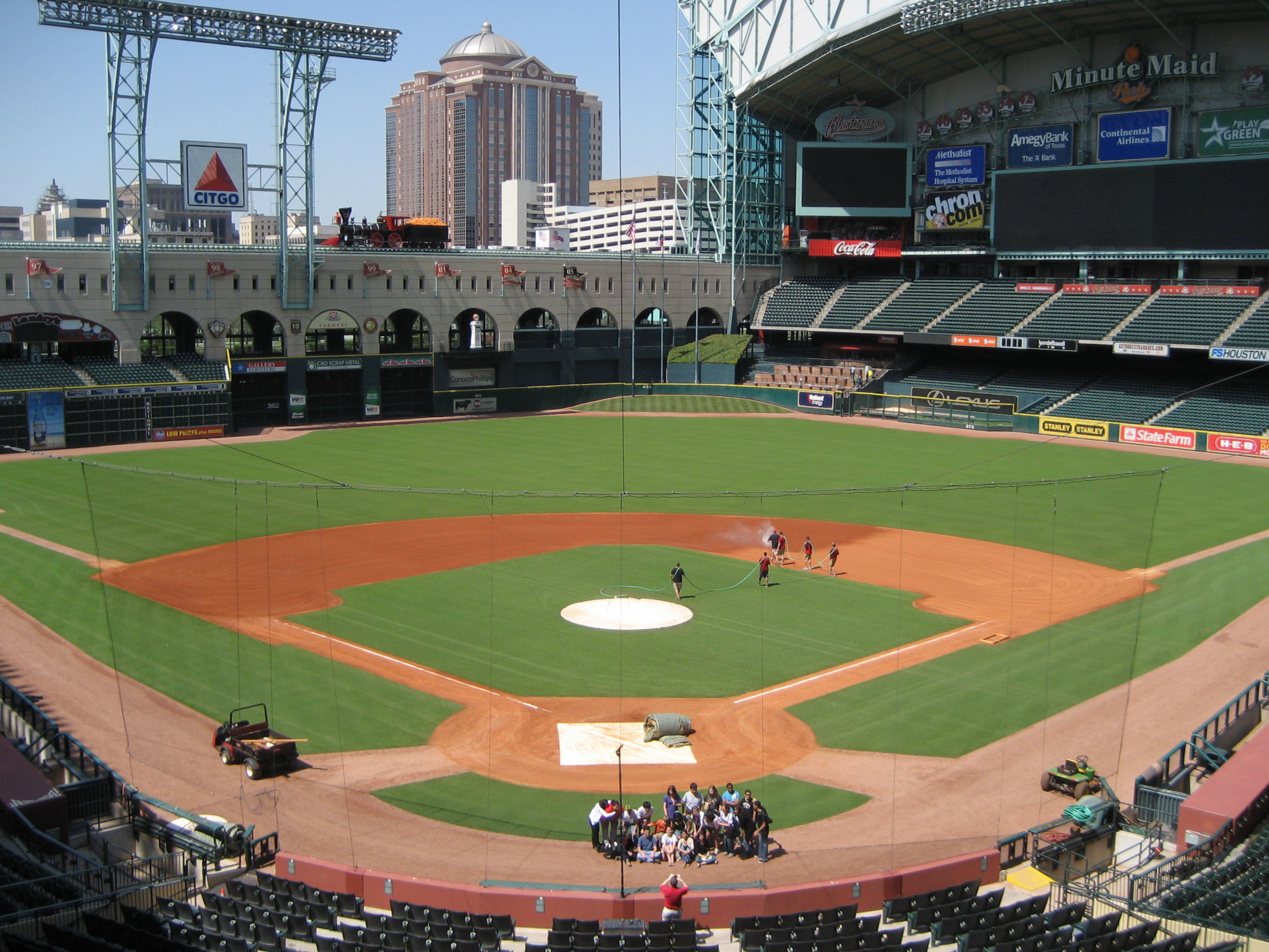
Minute Maid Park in 2010

- Houston Astros Baseball Club, Minute Maid Park, 501 Crawford Street, Houston, TX 77002 (U.S.A.)

## Front Office
- Owner: Jim Crane
- Chairman: Jim Crane
- General Manager: James Click
- Manager: Dusty Baker Jr.

## Erelijst

Houston Astros World Series Champions 2017 Logo

Van 1962 t/m 1964 als Houston Colt .45s, en van 1965 t/m heden als Houston Astros.
- Winnaar World Series (2×): 2017, 2022
- Runners-up World Series (3×): 2005, 2019, 2021
- Winnaar American League (4×): 2017, 2019, 2021, 2022
- Winnaar National League (1×): 2005
- Winnaar American League West (6×): 2017, 2018, 2019, 2021, 2022, 2023
- Winnaar National League West (3×): 1980, 1981, 1986
- Winnaar National League Central (4×): 1997, 1998, 1999, 2001
- Winnaar American League Wild Card (van 1994 t/m heden) (2×): 2015, 2020
- Winnaar National League Wild Card (van 1994 t/m heden) (2×): 2004, 2005
- American League Wild Card Game (van 2012 t/m 2019 en 2021) (1×): 2015
- American League Wild Card Series (2020 en sinds 2022) (1×): 2020

## Seizoensoverzicht
Afkortingen awards: CBPOY = Comeback Player of the Year Award / CYA = Cy Young Award / MOY = Manager of the Year Award / MVP = Most Valuable Player Award / ROY = Rookie of the Year Award
| Seizoen            | Niveau             | League             | Divisie            | Eindstand                            | Gewonnen           | Verloren           | Win. Percentage    | Achterstand        | Postseason (Playoffs)                                                                           | Awards                                                                                              |
| Houston Colt .45's | Houston Colt .45's | Houston Colt .45's | Houston Colt .45's | Houston Colt .45's                   | Houston Colt .45's | Houston Colt .45's | Houston Colt .45's | Houston Colt .45's | Houston Colt .45's                                                                              | Houston Colt .45's                                                                                  |
| ------------------ | ------------------ | ------------------ | ------------------ | ------------------------------------ | ------------------ | ------------------ | ------------------ | ------------------ | ----------------------------------------------------------------------------------------------- | --------------------------------------------------------------------------------------------------- |
| 1962               | MLB                | NL                 | -                  | 8                                    | 64                 | 96                 | .400               | 36½                | -                                                                                               | -                                                                                                   |
| 1963               | MLB                | NL                 | -                  | 9                                    | 66                 | 96                 | .407               | 33                 | -                                                                                               | -                                                                                                   |
| 1964               | MLB                | NL                 | -                  | 9                                    | 66                 | 96                 | .407               | 27                 | -                                                                                               | -                                                                                                   |
| Houston Astros     |                    |                    |                    |                                      |                    |                    |                    |                    |                                                                                                 | |
| 1965               | MLB                | NL                 | -                  | 9                                    | 65                 | 97                 | .401               | 32                 | -                                                                                               | -                                                                                                   |
| 1966               | MLB                | NL                 | -                  | 8                                    | 72                 | 90                 | .444               | 23                 | -                                                                                               | -                                                                                                   |
| 1967               | MLB                | NL                 | -                  | 9                                    | 69                 | 93                 | .426               | 32½                | -                                                                                               | -                                                                                                   |
| 1968               | MLB                | NL                 | -                  | 10                                   | 72                 | 90                 | .444               | 25                 | -                                                                                               | -                                                                                                   |
| 1969               | MLB                | NL                 | West               | 5                                    | 81                 | 81                 | .500               | 25                 | -                                                                                               | -                                                                                                   |
| 1970               | MLB                | NL                 | West               | 4                                    | 79                 | 83                 | .488               | 23                 | -                                                                                               | -                                                                                                   |
| 1971               | MLB                | NL                 | West               | 4                                    | 79                 | 83                 | .488               | 11                 | -                                                                                               | -                                                                                                   |
| 1972               | MLB                | NL                 | West               | 2                                    | 84                 | 69                 | .549               | 10½                | -                                                                                               | -                                                                                                   |
| 1973               | MLB                | NL                 | West               | 4                                    | 82                 | 80                 | .506               | 17                 | -                                                                                               | -                                                                                                   |
| 1974               | MLB                | NL                 | West               | 4                                    | 81                 | 81                 | .500               | 21                 | -                                                                                               | -                                                                                                   |
| 1975               | MLB                | NL                 | West               | 6                                    | 64                 | 97                 | .398               | 43½                | -                                                                                               | -                                                                                                   |
| 1976               | MLB                | NL                 | West               | 3                                    | 80                 | 82                 | .494               | 22                 | -                                                                                               | -                                                                                                   |
| 1977               | MLB                | NL                 | West               | 3                                    | 81                 | 81                 | .500               | 17                 | -                                                                                               | -                                                                                                   |
| 1978               | MLB                | NL                 | West               | 5                                    | 74                 | 88                 | .457               | 21                 | -                                                                                               | -                                                                                                   |
| 1979               | MLB                | NL                 | West               | 2                                    | 89                 | 73                 | .549               | 1½                 | -                                                                                               | -                                                                                                   |
| 1980               | MLB                | NL                 | West               | 1                                    | 93                 | 70                 | .571               | -                  | Verliezer NLCS vs. Phillies 2 - 3                                                               | Bill Virdon (AP NL MOY)                                                                             |
| 1981               | MLB                | NL                 | West               | 3 (1e Helft) 1 (2e Helft) 3 (Totaal) | 28 33 61           | 29 20 49           | .491 .566 .555     | 6 - 3              | Verliezer NLDS vs. Dodgers 2 - 3                                                                | -                                                                                                   |
| 1982               | MLB                | NL                 | West               | 5                                    | 77                 | 85                 | .475               | 12                 | -                                                                                               | -                                                                                                   |
| 1983               | MLB                | NL                 | West               | 3                                    | 85                 | 77                 | .525               | 6                  | -                                                                                               | -                                                                                                   |
| 1984               | MLB                | NL                 | West               | 2                                    | 80                 | 82                 | .494               | 12                 | -                                                                                               | -                                                                                                   |
| 1985               | MLB                | NL                 | West               | 3                                    | 83                 | 79                 | .512               | 12                 | -                                                                                               | -                                                                                                   |
| 1986               | MLB                | NL                 | West               | 1                                    | 96                 | 66                 | .593               | -                  | Verliezer NLCS vs. Mets 2 - 4                                                                   | Mike Scott (MLB NL CYA) Hal Lanier (MLB NL MOY & AP MOY)                                            |
| 1987               | MLB                | NL                 | West               | 3                                    | 76                 | 86                 | .469               | 14                 | -                                                                                               | -                                                                                                   |
| 1988               | MLB                | NL                 | West               | 5                                    | 82                 | 80                 | .506               | 12½                | -                                                                                               | -                                                                                                   |
| 1989               | MLB                | NL                 | West               | 3                                    | 86                 | 76                 | .531               | 6                  | -                                                                                               | -                                                                                                   |
| 1990               | MLB                | NL                 | West               | 4                                    | 75                 | 87                 | .463               | 16                 | -                                                                                               | -                                                                                                   |
| 1991               | MLB                | NL                 | West               | 6                                    | 65                 | 97                 | .401               | 29                 | -                                                                                               | Jeff Bagwell (MLB NL Rookie of the Year Award)                                                      |
| 1992               | MLB                | NL                 | West               | 4                                    | 81                 | 81                 | .500               | 17                 | -                                                                                               | -                                                                                                   |
| 1993               | MLB                | NL                 | West               | 3                                    | 85                 | 77                 | .525               | 19                 | -                                                                                               | -                                                                                                   |
| 1994               | MLB                | NL                 | Central            | 2                                    | 66                 | 49                 | .574               | ½                  | Wegens staking geen playoffs                                                                    | Jeff Bagwell (MLB Most Valuable Player Award)                                                       |
| 1995               | MLB                | NL                 | Central            | 2                                    | 76                 | 68                 | .528               | 9                  | -                                                                                               | -                                                                                                   |
| 1996               | MLB                | NL                 | Central            | 2                                    | 82                 | 80                 | .506               | 6                  | -                                                                                               | -                                                                                                   |
| 1997               | MLB                | NL                 | Central            | 1                                    | 84                 | 78                 | .519               | -                  | Verliezer NLCS vs. Braves 0 - 3                                                                 | -                                                                                                   |
| 1998               | MLB                | NL                 | Central            | 1                                    | 102                | 60                 | .630               | -                  | Verliezer NLDS vs. Padres 1 - 3                                                                 | Larry Dierker (MLB NL Manager of the Year Award)                                                    |
| 1999               | MLB                | NL                 | Central            | 1                                    | 97                 | 65                 | .599               | -                  | Verliezer NLCS vs. Braves 1 - 3                                                                 | -                                                                                                   |
| 2000               | MLB                | NL                 | Central            | 4                                    | 72                 | 90                 | .444               | 23                 | -                                                                                               | -                                                                                                   |
| 2001               | MLB                | NL                 | Central            | 1                                    | 93                 | 69                 | .574               | -                  | Verliezer NLDS vs. Braves 0 - 3                                                                 | -                                                                                                   |
| 2002               | MLB                | NL                 | Central            | 2                                    | 84                 | 78                 | .519               | 13                 | -                                                                                               | -                                                                                                   |
| 2003               | MLB                | NL                 | Central            | 2                                    | 87                 | 75                 | .537               | 1                  | -                                                                                               | -                                                                                                   |
| 2004               | MLB                | NL                 | Central            | 2                                    | 92                 | 70                 | .568               | 13                 | Winnaar NLDS vs. Braves 3 - 2 Verliezer NLCS vs. Cardinals 3 - 4                                | Roger Clemens (MLB NL Cy Young Award)                                                               |
| 2005               | MLB                | NL                 | Central            | 2                                    | 89                 | 73                 | .549               | 11                 | Winnaar NLDS vs. Braves 3 - 1 Winnaar NLCS vs. Cardinals 4 - 2 Verliezer WS vs. White Sox 0 - 4 | -                                                                                                   |
| 2006               | MLB                | NL                 | Central            | 2                                    | 82                 | 80                 | .506               | 1½                 | -                                                                                               | -                                                                                                   |
| 2007               | MLB                | NL                 | Central            | 4                                    | 73                 | 89                 | .451               | 12                 | -                                                                                               | -                                                                                                   |
| 2008               | MLB                | NL                 | Central            | 3                                    | 86                 | 75                 | .534               | 11                 | -                                                                                               | -                                                                                                   |
| 2009               | MLB                | NL                 | Central            | 5                                    | 74                 | 88                 | .457               | 17                 | -                                                                                               | -                                                                                                   |
| 2010               | MLB                | NL                 | Central            | 4                                    | 76                 | 86                 | .469               | 15                 | -                                                                                               | -                                                                                                   |
| 2011               | MLB                | NL                 | Central            | 6                                    | 56                 | 106                | .346               | 37½                | -                                                                                               | -                                                                                                   |
| 2012               | MLB                | NL                 | Central            | 6                                    | 55                 | 107                | .340               | 42                 | -                                                                                               | -                                                                                                   |
| 2013               | MLB                | AL                 | West               | 5                                    | 51                 | 111                | .315               | 45                 | -                                                                                               | -                                                                                                   |
| 2014               | MLB                | AL                 | West               | 4                                    | 70                 | 92                 | .432               | 28                 | -                                                                                               | -                                                                                                   |
| 2015               | MLB                | AL                 | West               | 2                                    | 86                 | 76                 | .531               | 2                  | Winnaar ALWC vs. Yankees Verliezer ALDS vs. Royals 2 - 3                                        | Dallas Keuchel (MLB NL Cy Young Award) Carlos Correa (MLB NL Rookie of the Year)                    |
| 2016               | MLB                | AL                 | West               | 3                                    | 84                 | 78                 | .519               | 11                 | -                                                                                               | -                                                                                                   |
| 2017               | MLB                | AL                 | West               | 1                                    | 101                | 61                 | .623               | -                  | Winnaar ALDS vs. Red Sox 3 - 1 Winnaar ALCS vs. Yankees 4 - 3 Winnaar WS vs. Dodgers 4 - 3      | José Altuve (MLB AL Most Valuable Player Award) George Springer (MLB WS Most Valuable Player Award) |
| 2018               | MLB                | AL                 | West               | 1                                    | 103                | 59                 | .636               | -                  | Winnaar ALDS vs. Indians 3 - 0 Verliezer ALDS vs. Red Sox 1 - 4                                 | -                                                                                                   |
| 2019               | MLB                | AL                 | West               | 1                                    | 107                | 55                 | .660               | -                  | Winnaar ALDS vs. Rays 3 - 2 Winnaar ALCS vs. Yankees 4 - 2 Verliezer WS vs. Nationals 3 - 4     | -                                                                                                   |
| 2020               | MLB                | AL                 | West               | 2                                    | 29                 | 31                 | .483               | 7                  | Winnaar ALWCS vs. Twins 2 - 0 Winnaar ALDS vs. Athletics 3 - 1 Verliezer ALCS vs. Rays 3 - 4    | -                                                                                                   |
| 2021               | MLB                | AL                 | West               | 1                                    | 95                 | 67                 | .586               | -                  | Winnaar ALDS vs. White Sox 3 - 1 Winnaar ALCS vs. Red Sox 4 - 2 Verliezer WS vs. Braves 2 - 4   | -                                                                                                   |
| 2022               | MLB                | AL                 | West               | 1                                    | 106                | 56                 | .654               | -                  | -                                                                                               | -                                                                                                   |

## Actuele Roster
Per 23 oktober 2021

Cap Logo

| Pitchers - 93 Yimi García - 77 Luis Garcia - 31 Kendall Graveman - 21 Zack Greinke - 53 Cristian Javier - 88 Phil Maton - 17 Jake Odorizzi - 55 Ryan Pressly - 58 Brooks Raley - 45 Ryne Stanek - 62 Blake Taylor - 65 José Urquidy - 59 Framber Valdez Catchers - 18 Jason Castro - 15 Martín Maldonado Infielders - 27 José Altuve - 02 Alex Bregman - 01 Carlos Correa - 16 Aledmys Díaz - 10 Yuli Gurriel | Outfielders - 23 Michael Brantley - 20 Chas McCormick - 26 José Siri - 30 Kyle Tucker Designated Hitter - 44 Yordan Álvarez Inactive roster pitchers - 66 Bryan Abreu - 52 Pedro Báez - 64 Brandon Bielak - 39 Josh James - 61 Seth Martinez - 43 Lance McCullers Jr. - 48 Enoli Paredes - 70 Andre Scrubb - 67 Jairo Solís - 71 Peter Solomon - -- Forrest Whitley Inactive roster catchers - 11 Garrett Stubbs | Inactive roster infielders - 09 Marwin González - 28 Taylor Jones Inactive roster outfielders - 06 Jake Meyers Manager - 12 Dusty Baker Jr. Coaches - 19 Joe Espada (Bench) - 37 Alex Cintrón (Hitting) - 46 Troy Snitker (Hitting) - 56 Brent Strom (Pitching) - 36 Josh Miller (Pitching) - 22 Omar López (First Base) - 08 Gary Pettis (Third Base) - 29 Michael Collins (Coach) - 54 Dan Firova (Coach) - 85 Javier Bracamonte (Bullpen Catcher) 60-day injured list - 00 Kent Emanuel - 63 Tyler Ivey - 47 Rafael Montero - 84 Freudis Nova - 35 Justin Verlander |